# Neajlov
Der Neajlov ist ein rechter Nebenfluss des Argeș in Rumänien.
Der Neajlov entspringt am Südrand der Stadt Pitești im Kreis Argeș. Er fließt in südöstlicher Richtung parallel zum Argeș durch die Walachische Tiefebene südlich an Bukarest vorbei und trifft kurz nach Comana auf den Argeș. Der Neajlov hat eine Länge von 186 km. Das Einzugsgebiet umfasst 3720 km².